# 航空發動機站 (大環線)
航空發動機站（俄語：станция Авиамоторная）是莫斯科地鐵大環線的一個車站，在2020年3月27日啟用。
與加里寧－太陽線上的航空發動機站類似，站名來自航空發動機街命名，而街道名又來自航空發動機發展巴拉諾夫中央學院。

## 興建
2016年7月拆除列福爾托沃市場以便進行工程。北大堂的建築工程在2017年2月開工。2017年9月開始隧道工程。